# NGC 27
NGC 27 (другие обозначения — UGC 96, MCG 5-1-44, ZWG 499.63, KCPG 3B, IRAS00079+2843, PGC 742) — спиральная галактика (Sb) в созвездии Андромеды.
Этот объект входит в число перечисленных в оригинальной редакции «Нового общего каталога».
Галактика была открыта американским астрономом Льюисом Свифтом 3 августа 1884.
Вместе с NGC 2 и несколькими другими галактиками входит в скопление галактик, которое расположено за сверхскоплением Персея-Рыб. Входит также в группу галактик [TKT2016] 17, состоящую из 5 членов: UGC 105, NGC 27, UGC 95 (она же PGC 731, см. фото), LEDA 1861456 и UGC 108.
Имеет видимый компаньон, более слабую галактику PGC 731, которая расположена менее чем в половине угловой минуты от NGC 27. Льюис Свифт практически не мог её видеть.